# Fraine
Fraine är en ort och kommun i provinsen Chieti i regionen Abruzzo i Italien. Kommunen hade 305 invånare (2018).